# Selenops lindborgi
Selenops lindborgi is een spinnensoort in de taxonomische indeling van de Selenopidae.
Het dier komt voor in de Caraïben.
Het dier behoort tot het geslacht Selenops. De wetenschappelijke naam van de soort werd voor het eerst geldig gepubliceerd in 1926 door Petrunkevitch.